# Tampax
Tampax ([ˈtæmpæks]; словослияние «tampon» и «packs») — бренд тампонов, на данный момент принадлежащий компании Procter & Gamble. До того, как компания была продана Procter & Gamble в 1997 году, она находилась в городе Уайт-Плейнс (Нью-Йорк). Tampax является дочерним брендом Always и продаётся в более чем 100 странах.
Тампоны торговой марки изобретены Эрлом Хаасом, который подал заявку на патент в 1930-х годах. В русском языке термин «тампакс», происходящий от названия данного бренда, также используется для обозначения любых гигиенических тампонов.

## История
В 1937 году компания Tampax сотрудничала с McCann Erickson для реализации своих маркетинговых кампаний. В 1949 году товары бренда присутствовали в более чем 50 магазинах. В 1930—1940-х гг. Tampax выбирала спортсменок в качестве послов бренда.
В 1945 году Tampax провела медицинские исследования для подтверждения безопасности тампонов.
Tampax была независимой компанией с главным офисом в Палмере (Массачусетс), и штаб-квартирой в городе Нью-Йорке более 50 лет. В 1984 году компания была переименована в Tambrands, Inc., а в 1997 году была приобретена Procter & Gamble. Товары Tampax доступны в более чем 100 странах, но не поставляются в Германию и Австрию.